# Mangilao

Localização de Mangilao em Guam

Mangilao é uma cidade da dependência norte-americana de Guam, localizada na Micronésia.
A cidade é um importante centro educacional. Nela, encontram-se a University of Guam, a Guam Community College e a Pacific Islands University.